# NGC 226
NGC 226 ist eine Spiralgalaxie vom Hubble-Typ Sab? im Sternbild Andromeda am Nordsternhimmel. Sie ist schätzungsweise 223 Millionen Lichtjahre von der Milchstraße entfernt ist und hat einen Durchmesser von etwa 60.000 Lichtjahren. 
Das Objekt wurde am 22. November 1827 vom britischen Astronomen John Herschel entdeckt.